# Servius (Vorname)
Servius war ein altrömischer Vorname. Er bedeutet so viel wie „der nach dem Tod der Mutter gerettete“. Der Name wurde auf Inschriften mit „Ser.“ abgekürzt.

## Bekannte Namensträger
- Servius Tullius, der Sage nach sechster römischer König
- Maurus Servius Honoratus, Grammatiker
- Servius Sulpicius Rufus, Volkstribun
- Servius Sulpicius Galba, Kaiser
- Servius Sulpicius Similis, Präfekt von Ägypten 107 – 112, Prätorianerpräfekt 112 – 118

## Weblink
- roemercohorte.de Private Seiten der Römercohorte Opladen zur römischen Namensgebung